# Facebook Artificial Intelligence Research
Fundamental Artificial Intelligence Research (FAIR), prédécemment connu sous le nom de Facebook Artificial Intelligence Research, est un organisme regroupant plusieurs laboratoires de recherche en intelligence artificielle rattaché à l'entreprise Meta, Inc., anciennement Facebook.

## Histoire
Le FAIR est créé en 2013. Yann Le Cun en est le premier directeur historique.
Le FAIR ouvre une antenne de recherche à Paris en juin 2015 et à Montréal à partir de 2018.

## Activités
L'organisme est basé à New York avec des centres de recherche notamment à Menlo Park, en Californie, Paris et Londres qui regroupent 75 ingénieurs et chercheurs dont une soixantaine d'experts en apprentissage profond.
Pour Facebook, l'objectif avec FAIR est d'automatiser à la perfection la personnalisation des timelines de ses utilisateurs, et d'anticiper leurs intérêts. FAIR permet aussi de perfectionner la reconnaissance faciale sur les photos de ses utilisateurs, et de reconnaître les éléments environnementaux d'une photo (arbres, trottoir, route, piéton, ...).
Le FAIR a notamment développé l'outil de classification FastText maintenant en open source permettant aux développeurs d'implémenter ses bibliothèques de sous-programmes. Selon Antoine Bordes, dirigeant du centre français du laboratoire de recherche en intelligence artificielle de Facebook, FastText permet aussi à Facebook de déterminer si un message est approprié ou non.